# Расторгуев, Андрей Петрович
Андре́й Петро́вич Расторгу́ев (р. 1964, Магнитогорск, Челябинская область, СССР) — российский поэт, переводчик, журналист. Член Союза писателей России, член Союза журналистов России, автор нескольких поэтических книг; кандидат исторических наук. Живёт в г. Екатеринбурге.

## Биография
- 1964, 14 ноября — родился в г. Магнитогорске в семье медиков: отец, Расторгуев Пётр Иванович — врач-хирург; мать, Расторгуева Наталья Викторовна — акушер-гинеколог
- 1981 — с золотой медалью окончил среднюю школу № 56 г. Магнитогорска
- 1986 — окончил Уральский государственный университет (г. Екатеринбург) по специальности «журналистика», переехал в г. Сыктывкар (Республика Коми)
- 1986—1992 — работал заведующим отделом редакции газеты «Молодёжь Севера» (г. Сыктывкар)
- 1988 — принят в Союз журналистов СССР
- 1991 — в Сыктывкаре вышла дебютная книга стихов и поэм «Я родился в проклятой стране»
- 1992—1998 — руководитель пресс-службы Верховного, затем Государственного совета Республики Коми
- 1994 — в Сыктывкаре вышла книга стихов и поэм «Порыв». Принят в Союз писателей России.
- 1996 — в Сыктывкаре вышла драматическая поэма «Успение Стефана Пермского»
- 1998—1999 — главный редактор информационного агентства «Комиинформ»
- 1999 — окончил Академию государственной службы при Президенте РФ по специальности «государственное и муниципальное управление», квалификация — менеджер, преподаватель
- 1999—2002 — пресс-секретарь регионального банка «Ухтабанк»
- 2002 — в Сыктывкаре вышла книга стихов «Древо»
- 2002—2008 — работал в Группе компаний «РЕНОВА»: представитель департамента ОАО «СУАЛ-Холдинг» по связям с общественностью в Северо-Западном федеральном округе (Сыктывкар, Санкт-Петербург), представитель Департамента корпоративных отношений ЗАО «РЕНОВА» в Уральском регионе, заместитель директора филиала АНО «Институт корпоративного развития» Группы компаний «РЕНОВА» в Уральском регионе (Екатеринбург)
- 2006 — в Екатеринбурге вышла книга стихов и поэм «Дом из неба и воды»
- 2008—2011 — начальник отдела информационной политики Уральского государственного университета
- 2011-2016 — зам. начальника управления инновационного маркетинга Уральского федерального университета
- 2011 — вышел сборник литературно-критических статей и рецензий на книги современных писателей России «Жажда речи» (электронная книга, в соавторстве с Н. Ягодинцевой)
- 2012 — в Екатеринбурге вышла книга стихов «Словолитня», в Германии — книга стихов «Белый кит»
- 2013 — в Сыктывкаре вышла книга переводов стихов Альберта Ванеева «Лебединая дудка»
- 2014 — в Екатеринбурге вышла книга стихов «Русские истории»
- с 2018 — зам. исп. директора компании «ФОРЭС» по связям с общественностью
- 2019 — в Екатеринбурге вышли книги «Багрение. Поэма о русских головах» и «Земля крылатых яблонь»

## Литературная деятельность
Андрей Расторгуев является постоянным автором журнала «Урал» (Екатеринбург), публиковался в журналах «Наш современник» (Москва), «Литературная учёба» (Москва), «Новый мир» (Москва), «Дружба народов» (Москва), «Север» (Петрозаводск), «Южная звезда» (Ставрополь), «День и ночь» (Красноярск), «Сибирские огни» (Новосибирск), «Подъем» (Воронеж), «Ротонда» (Киров), «Гостиный дворъ» (Оренбург), «Славянин» (Харьков), «Неман» (Минск), «Простор» (Алма-Ата). Поэтическую деятельность совмещает с работой переводчика — переводит на русский язык стихи финно-угорских поэтов. В свою очередь, стихи Расторгуева переводились на коми, венгерский, финский и башкирский языки.

### Циклы стихов
- В Михайловском мы пили молоко
- Левантийская лествица
- Старик и море

### Поэмы
- Анапское солнце (2003)
- Багрение. Поэма о русских головах (2015—2016)
- Игра в города (2005)
- Многоголосье (1987—1988)
- Моление о сыне (1992—1993)
- Несбывшийся апостол (1989—1990)
- Сказание о чёрном вестнике (2011)
- Тридцать шесть и семь (2000)
- Успение Стефана Пермского (драматическая поэма, 1993—1996)

### Переводы
- с английского языка
  - Эдгар Ли Мастерс
- с вепсского языка
  - Николай Абрамов (стихи)
- с карельского языка
  - Александр Волков
- с языка коми
  - Альберт Ванеев

### Книги (автор)
1. 1991 — Я родился в проклятой стране (стихи, поэмы). — Сыктывкар, Коми книжное издательство, 72 с. Редактор: В. Блинов. Тираж: 5000. ISBN 5-7555-0349-4
2. 1994 — Порыв (стихи, поэма). — Сыктывкар, 71 с. Тираж: 5000. ISBN 5-900280-34-9
3. 1996 — Успение Стефана Пермского (драматическая поэма). — Сыктывкар, Коми книжное издательство, 128 с. Тираж: 1500. ISBN 5-7555-0576-4
4. 2002 — Древо (стихи, поэма, переводы). — Сыктывкар, Коми книжное издательство, 112 с. Тираж: 1000. ISBN 5-7555-0756-2
5. 2006 — Дом из неба и воды (стихи и поэмы). — Екатеринбург, Уральское литературное агентство, 152 с. Тираж: 1000 экз. ISBN 5-86193-009-0
6. 2011 — Жажда речи. Сборник литературно-критических статей и рецензий на книги современных писателей России (в соавторстве с Н. Ягодинцевой). — Екатеринбург-Челябинск. ISBN 978-5-7525-2768-5
7. 2012 — Словолитня. Книга стихов. — Екатеринбург, изд-во Урал. университета, 144 с. Тираж: 500 экз. ISBN 978-5-7996-0672-5
8. 2012 — Белый кит. Стихи. — Германия, изд-во STELLA, 66 с. ISBN 978-3-941953-99-4
9. 2014 — Русские истории. — Екатеринбург, изд-во «Генри Пушель»; Москва, изд-во «Российский писатель». Тираж 1000 экз. ISBN 978-5-905672-16-3 (Генри Пушель), ISBN 978-5-91642-141-5 (Российский писатель)
10. 2017 — Успение Стефана Пермского (драматическая поэма, переиздание). — Сыктывкар, Союз писателей Республики Коми, 128 с. Тираж 830 экз. ISBN 978-5-9500935-4-8
11. 2018 — Старик и море. — Петрозаводск, изд-во «Острова», 28 с.
12. 2019 — Багрение. Поэма о русских головах. — Екатеринбург, изд-во «АсПУр», 60 с. Тираж 500 экз. ISBN 978-5-904900-34-2
13. 2019 — Земля крылатых яблонь. — Екатеринбург, изд-во «АсПУр», 132 c. Тираж 300 экз. ISBN 978-5-904900-35-9

### Публикации (стихи)
1. Стихи. — «Южная звезда» (Ставрополь), 2002, № 5. — Веб-ссылка
2. Письмо с материка. — «Простор» (Алма-Ата), 2005, № 3. — Веб-ссылка (недоступная ссылка)
3. Стихи. — «Урал» (Екатеринбург), 2005, № 8. — Веб-ссылка
4. Аленький цветочек. — «Север» (Петрозаводск), 2006, № 9—10, с. 216.
5. Стихи. — «День и ночь», 2007, № 3—4. — Веб-ссылка
6. Стихи. — «Урал» (Екатеринбург), 2007, № 10. — Веб-ссылка
7. Стихи. — «Урал» (Екатеринбург), 2008, № 3. — Веб-ссылка
8. На Верхотурской колокольне (стихи). — «Сибирские огни», 2009, № 5. — Веб-ссылка
9. В глубинах житейского трюма (стихи). — «Дружба народов» (Москва), 2009, № 7. — Веб-ссылка
10. Стихи. — «Урал» (Екатеринбург), 2010, № 7. — Веб-ссылка
11. «Овидием в провинции глухой…» (стихи). — «Урал» (Екатеринбург), 2011, № 1. — Веб-ссылка

### Публикации (статьи, очерки)
1. Умножение гармонии (о диссертации Н. Ягодинцевой). — «Литературная газета» (Москва), 2006, № 46. — Веб-ссылка
2. Конференция писателей Урала. — «Литературная газета» (Москва), 2006, № 49. — Веб-ссылка (недоступная ссылка)
3. Верность пологому свету (о поэзии Александра Павлова). — VIII Ручьёвские чтения. Изменяющаяся Россия в литературном дискурсе: исторический, теоретический и методологический аспекты (сборник трудов международной научной конференции). — Магнитогорск, 2007, с. 273—278.
4. «Не верь поэту, женщина…». — Альманах «45-я параллель» (онлайн). — Веб-ссылка
5. От сознания к созвучию (о серии книг «Поэтика» Н. Ягодинцевой). — «Челябинский глобус» (онлайн). — Веб-ссылка
6. Верность пологому свету (послесловие). — Павлов А. С ярмарки еду. — Магнитогорск, «Алкион», 2008, с. 50—56.
7. Правила перевода. — «Урал» (Екатеринбург), 2008, № 3. — Веб-ссылка
8. Пехота уходит вверх. — «Урал» (Екатеринбург), 2008, № 7. — Веб-ссылка
9. Жить по-человечески. — «Урал» (Екатеринбург), 2008, № 10. — Веб-ссылка
10. Гражданин батюшка. — «Урал» (Екатеринбург), 2009, № 1. — Веб-ссылка
11. Потаённая книга. — «Урал» (Екатеринбург), 2010, № 12. — Веб-ссылка
12. В междувечье. — «День и ночь», 2011, № 2.
13. Наследие эксперимента (из истории архитектурного авангарда на Урале). — «Урал» (Екатеринбург), 2011, № 6, 8. — Веб-ссылки: #1, #2
14. Вечерняя светлынь (о жизни и творчестве Нины Кондратковской). — «Урал» (Екатеринбург), 2011, № 7. — Веб-ссылка

## Звания и награды
- Лауреат Государственной премии Республики Коми
- Победитель конкурса на лучшее литературно-художественное произведение, посвящённое 600-летию со дня успения просветителя Стефана, епископа Пермского
- Победитель VI Московского международного конкурса поэзии «Золотое перо-2009»
- Лауреат Литературной премии Уральского федерального округа (2012 г.)
- Премия имени Павла Бажова[1]
- Премия имени А. Е. Ванеева (2014 г.)
- Премия имени В. Т. Станцева (2018 г.)
- Премия имени Р..И. Рождественского (2020 г.)